# Villanova d'Asti
Villanova d'Asti (en français Villeneuve d'Aste) est une commune italienne de la province d'Asti, dans la région Piémont.

## Histoire
Villanova d'Asti fut française jusqu'en avril 1814, faisant partie du département de Marengo.

## Culture
Églises de Saint Pierre et de Saint Martin; confrérie des Battuti; sanctuaire de l'Apparition;couvent des Bénédictins (aujourd'hui connu comme "chateau De Robertis"); chateau de Corveglia (XIIIe et XIVe siècles, jusqu'à 1340 propriété des Agostiniens).

## Administration
| Période                                  | Période  | Identité           | Étiquette                        | Qualité |
| ---------------------------------------- | -------- | ------------------ | -------------------------------- | ------- |
| 2007                                     | 2012     | Christian Giordano | lista civica                     |         |
| 2012                                     | en cours | Christian Giordano | lista civica Tradizione e Futuro |         |
| Les données manquantes sont à compléter. |          |                    |                                  |         |

### Hameaux
Brassicarda (traces d'un hameau romain),Borgo Valdichiesa,i Savi, Corveglia (ancien monastère des sœurs de San Felice de Pavia,puis siège des canoniques agostiniens),Borgo Stazione, Raspino (vieux et nouveau).

### Communes limitrophes
Buttigliera d'Asti, Dusino San Michele (Dusin Saint Michel), Isolabella, Montafia, Poirino, Riva presso Chieri (Riva de Quiers), San Paolo Solbrito (Saint Paul Solbry), Valfenera.